# Berlingot DOP
Le Berlingot DOP est un emballage en plastique conçu en 1951 pour recevoir le shampooing Dopal de L'Oréal. Celui-ci avait été au préalable mis au point en 1933 pour les coiffeurs, puis mis à disposition du grand public sous la forme du berlingot DOP. Ce berlingot, dessiné par Vasarely, fut réalisé par Roland de la Poype. 

## L'inventeur

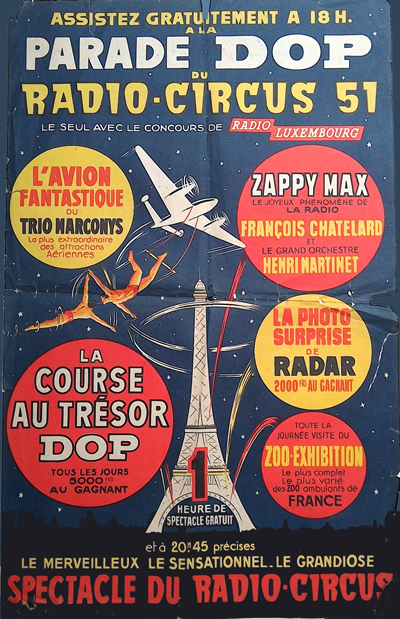
Parade DOP du Radio-Circus (1951).

Roland de La Poype, as de l’aviation, ancien de l'escadrille Normandie-Niémen, se révèle industriel et inventeur. En mai 1947, il monte sa première usine. Il opte pour les matières plastiques, car, dit-il[Où ?] « c'était l'avenir ». Il fabrique des tuyaux puis, sur la base de ce savoir-faire, des emballages perdus. Fondateur de la société Prépac (devenue DuPont Liquid Packaging Systems), il fut l’un des promoteurs du sachet souple en matières plastiques, dans lequel on conditionne des liquides et des produits semi-pâteux. Mais cet emballage économique car très léger qui a un succès dans plus de 110 pays, n’a pas conquis le marché de l'eau de source en France où la bouteille reste indétrônable. Prépac obtint toutefois un oscar de l'emballage vers 1960[réf. nécessaire].

## Le berlingot
Conçu à l'origine pour servir d'échantillon, le berlingot DOP permit à L’Oréal de vendre le shampooing en doses individuelles et sera fabriqué pendant plus de 25 ans. Selon l'inventeur, « 80 millions de doses ont été vendues la deuxième année » pour L'Oréal.
Il s'agit de doses uniques de shampoing, colorées et parfumées, vendues dans des bocaux en verre. L'égérie de la marque, le Petit Rodolphe en fait la promotion à l'écran en chantant : « Moi, je veux un berlingot ! ». Le produit reste en vente durant 25 ans.
Ce produit de petite taille représentait la "modernité" : dessiné par un artiste, encouragé par la promotion de l’hygiène, porté par une publicité soutenue, fruit coloré de la chimie, pionnier de l’emballage nomade (on l’emmène individuellement où l’on veut), en PVC souple. Il avait la forme d’un très petit oreiller transparent en plastique brillant, de deux à trois centimètres carrés, rempli d’un shampooing bleu, vert, jaune, rouge, violet. Il se vendait à l’unité ou en chapelets multicolores. 
L’amorce de déchirure ménagée dans la soudure était souvent inopérante avec les mains mouillées et exigeait d’y mettre les dents, à défaut de ciseaux, afin de couper un angle pour libérer le produit par pression.

## Postérité
- Le PDG du groupe L’Oréal, Lindsay Owen-Jones, rappelait qu'il avait débuté dans le groupe en plaçant des berlingots de shampooing Dop aux établissements de bains-douches du Cotentin. (L'Express, 12 juin 2003)[réf. nécessaire]
- Quand la marque DOP s’élargit au début du XXIe siècle avec une gamme de gels douche, l’agence Dragon Rouge n’hésita pas à confirmer la lignée du berlingot historique Dop. Le flacon, désormais de la taille d’une main, reprend le volume carré et joufflu, facile à prendre en main ; il est décliné en couleurs douces et muni d’un bouchon placé dans un coin. Il s'inspire donc clairement du berlingot[1].
- Le slogan du berlingot « DOP, DOP, DOP... » est évoqué dans un des 480 souvenirs cités par Georges Perec, dans son ouvrage Je me souviens.

Depuis les années 1990, le packaging des produits de douche DOP évoque la forme du berlingot.